# Richard Pearse

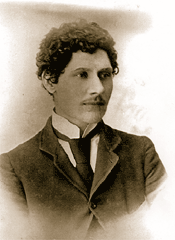
Richard William Pearse.

Richard William Pearse (3 de diciembre de 1877 - 29 de julio de 1953) fue un agricultor e inventor de Nueva Zelanda que realizó experimentos pioneros en la aviación.
Se afirma que Pearse voló y aterrizó una máquina voladora más pesada que el aire el 31 de marzo de 1903, unos nueve meses antes que los hermanos Wright volaran en su avión. La evidencia disponible que apoya esta afirmación es objeto de interpretación, y Pearse no desarrolló su avión con el mismo grado de detalle que los hermanos Wright, quienes realizaron un vuelo controlado prolongado. Pearse nunca afirmó que hubiera realizado dicha proeza, y en una entrevista que le realizó el Timaru Post en 1909 solo afirmó que no "intentó realizar nada práctico antes de 1904".
El propio Pearse no buscaba publicidad y a veces realizaba afirmaciones contradictorias, que durante muchos años fueron utilizadas por aquellos pocos que sabían sobre sus experimentos a afirmar que en 1904 Pearse realizó su primer vuelo. La ausencia de todo tipo de desarrollo industrial, tal como el que motivó a los hermanos Wright para desarrollar su máquina, parecería haber obrado para suprimir todo reconocimiento por los logros de Pearse.

## Trabajos iniciales de ingeniería

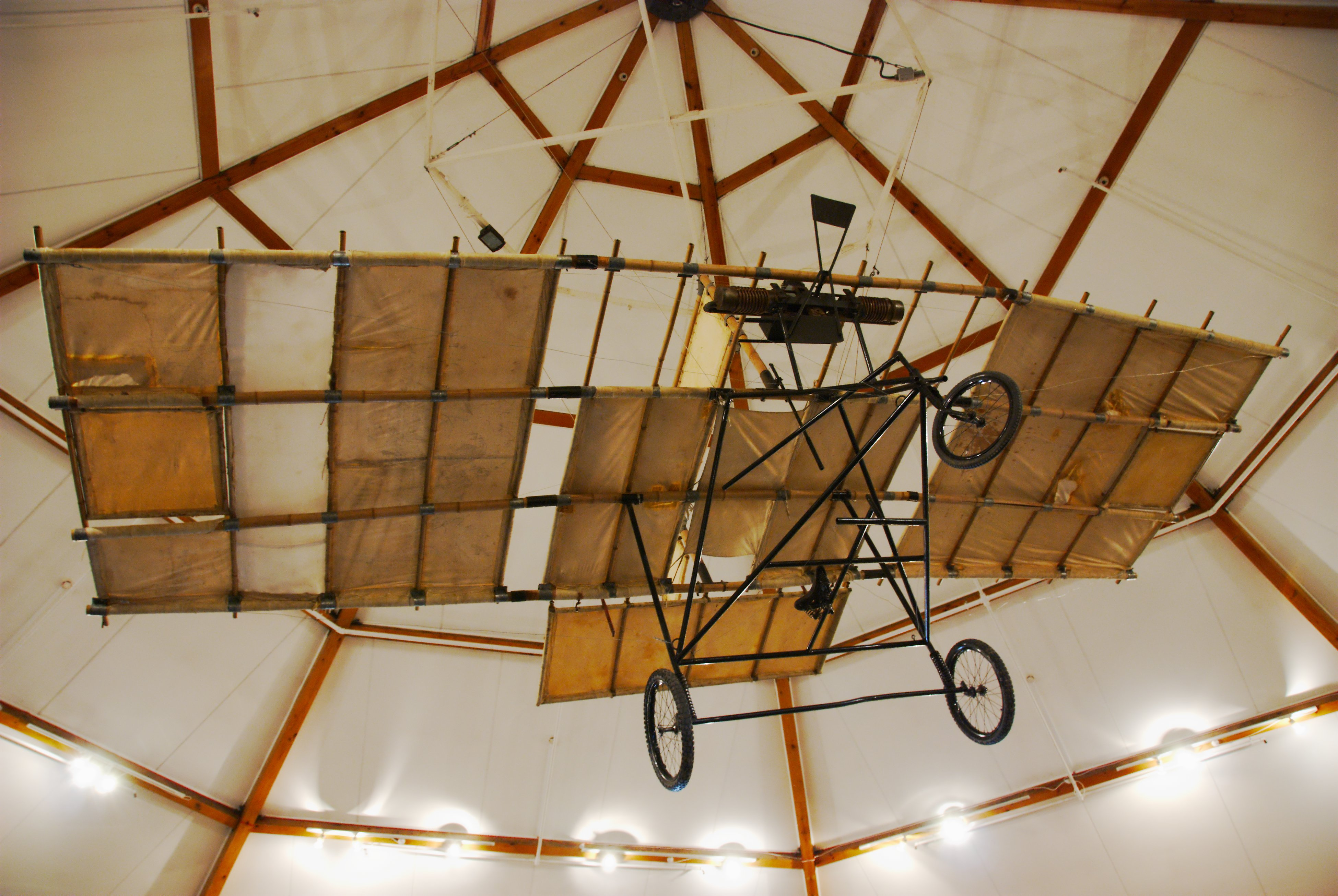
Réplica del monoplano de Pearse.

En 1902 Pearse construyó y patentó una bicicleta que fue la primera bicicleta de la historia con manivelas verticales y ruedas inflables. Luego diseñó y construyó un "motor de petróleo" de dos cilindros el cual colocó en una estructura de triciclo que soportaba una estructura alar de bambú forrada con tela de lino y controles rudimentarios. Aunque no contaba con un perfil alar, su máquina voladora se asemejaba al diseño de un avión moderno mucho más que la máquina de los hermanos Wright: era un monoplano en vez de biplano; hélice tractora en vez de propulsora; estabilizador y elevadores colocados en la zona posterior en vez de delantera; y alerones en vez de enrollar el ala para control. Tenía una notable similitud con los dispositivos voladores modernos ultralivianos.

## Vuelos
En 1901 Pearse realizó varios intentos de volar, pero a causa de las limitaciones en cuanto a la potencia disponible del motor solo logró conseguir unos cortos saltos. El año siguiente rediseñó su motor para incorporarle cilindros de doble fondo con dos pistones en cada uno. En 1963 los investigadores consiguieron recuperar de un basural partes del motor (incluido cilindros fabricados con tubos de desagüe de fundición de hierro). Una réplica del motor de 1903 permitió estimar que su potencia era de 15 HP (11 kW).

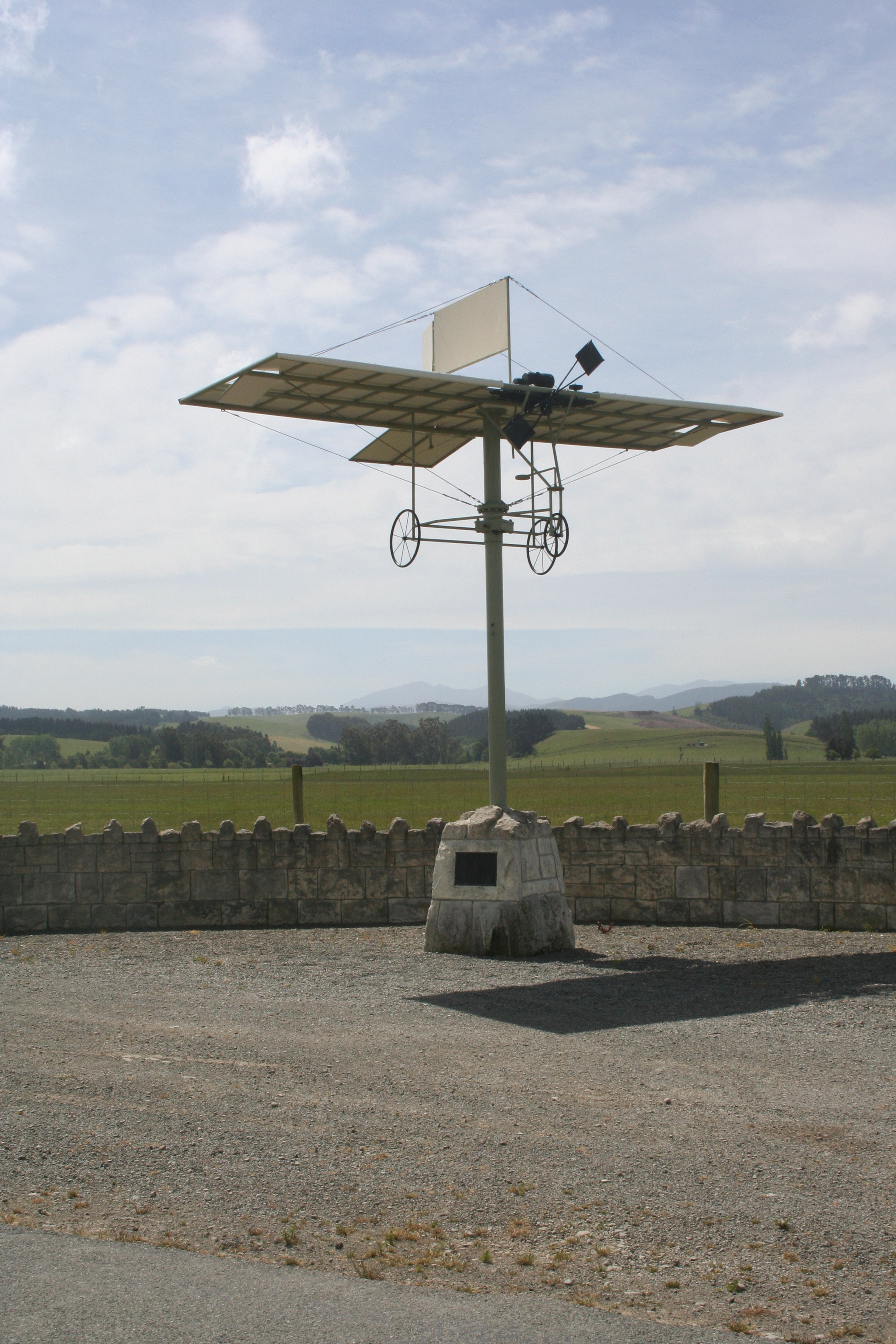
Monumento a Richard William Pearse.

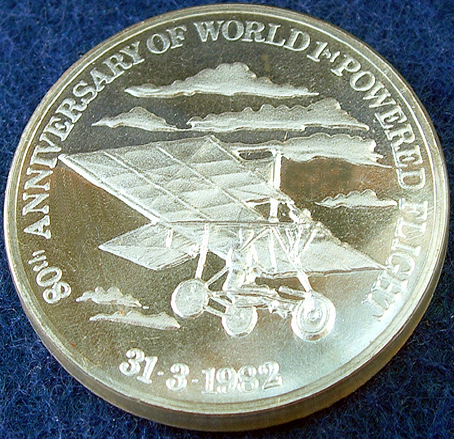
Medalla de plata acuñada en 1982 por la Casa de la Moneda de Nueva Zelanda para el Museo de Nueva Zelanda de Transporte y Tecnología para conmemorar el "80 Aniversario del Primer Vuelo Motorizado" por Pearse. El sitio web de MOTA indica que en el año 1903 se realizó su primer vuelo, no en 1902 como se indica en la medalla.

Testigos oculares creíbles han descrito que Pearse se estrelló contra un seto en dos ocasiones durante 1903. Su monoplano debe haberse elevado por lo menos 3 m en cada ocasión. Existe evidencia buena que el 31 de marzo de 1903 Pearse consigue un vuelo motorizado, aunque pobremente controlado, de varios cientos de metros.
El propio Pearse dijo que había realizado un despegue motorizado, "aunque a una velocidad muy baja como para que los controles de la máquina fueran efectivos". Sin embargo, permaneció volando hasta que chocó en el seto al final del campo.
Con un motor con una potencia de 15 HP, el diseño de Pearse contaba con una adecuada relación potencia-peso como para alcanzar sustentación (aun sin contar con un perfil alar). Pearse continuó desarrollando la capacidad para realizar un vuelo controlado. Pearse incorporó "alerones" correctamente ubicados (aunque probablemente de dimensiones algo pequeñas). El bajo centro de gravedad del diseño brindaba una estabilidad de tipo péndulo. Sin embargo, de los diagramas y descripciones de los testigos se desprende que Pearse colocó los controles para alabeo y guiñada en el borde posterior del ala tipo barrilete con una baja relación de aspecto. Esta disposición de los controles (ubicados en un flujo de aire turbulento, y próximos al centro de gravedad) tenían un mínimo, y posiblemente poco adecuado, momento para controlar el alabeo o guiñada del avión. Sin embargo los principios de su diseño, concuerdan en gran medida con las ideas modernas sobre el tema. Por su parte los hermanos Wright, aplicaron con éxito los principios del perfil alar y control en los tres ejes para conseguir un vuelo completamente controlado, aunque su diseño, utilizando el doblado del ala y estabilizador ubicado en la sección frontal, pronto quedaron obsoletos.
El trabajo de Pearse fue escasamente documentado en la época. No existen recortes de periódicos contemporáneos sobre sus intentos. Unos pocos documentos fotográficos han sobrevivido, aunque sin fechas, con algunas imágenes difíciles de interpretar. El propio Pearse realizó afirmaciones contradictorias a lo largo de los años que condujeron a que los pocos que sabían de sus logros aceptaran que en el año 1904 voló. Sin importale la posteridad y en la remota Nueva Zelanda, no recibió reconocimiento público en vida por sus tareas. Los hermanos Wright tuvieron bastantes dificultades en que se reconocieran sus logros, a pesar de contar con mejor documentación y testigos; el debate "Voladores o Mentirosos?" continuó durante bastante tiempo luego de los eventos de Kitty Hawk, y fueron necesarias varias demostraciones ante importantes cantidades de público antes que los hermanos Wright fueran ampliamente reconocidos. Aunque Pearse patentó su diseño, sus innovaciones — tales como los alerones y el motor liviano enfriado por aire — no influyeron sobre otros pioneros de la aviación.
Lista de vuelos sin testigos
- 31 de marzo de 1903 - Primer vuelo motorizado. Distancia estimada unos 300 metros en línea recta, con un control muy pobre.
- ? marzo 1903 - Distancia de unas 135 metros.
- 2 de mayo de 1903 - Distancia desconocida: el avión terminó contra una arboleda a unos 5 m de altura.
- 11 de mayo de 1903 - Pearse despegó a la vera del río Opihi a unos 7 km del pueblo de Temuka, viró a la izquierda para volar sobre la barranca del río que se elevaba 10 m, luego viró a la derecha para volar paralelo al cauce del río. Luego de volar unas 900 metros, el motor comenzó a recalentarse y perdió potencia, lo que le obligó a aterrizar en el cauce seco del río.